# Furushō Motoo

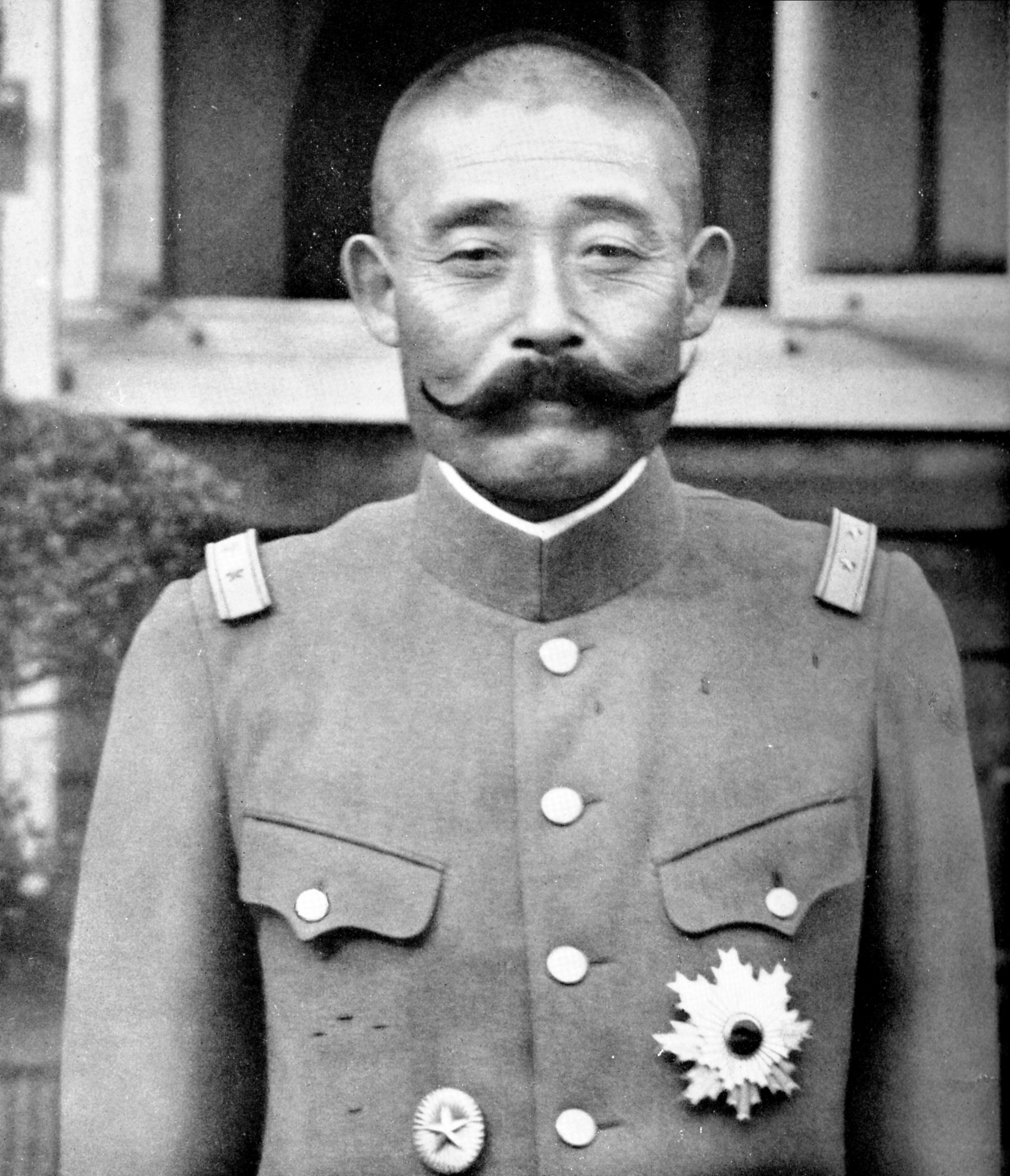
General Furushō Motoo

Furushō Motoo (jap. 古荘 幹郎; * 14. September 1882 in der Präfektur Kumamoto, Japan; † 21. Juli 1940 in Tokio) war ein General der Kaiserlich Japanischen Armee.

## Leben
Furushō Motoo wurde am 14. September 1882 in der Präfektur Kumamoto geboren. Bereits in seiner Jugend besuchte er eine militärische Grundschule. Im Anschluss daran besuchte er die Kaiserlich Japanische Heeresakademie, welche er 1902 im Rang eines Unterleutnants abschloss. 1903 wurde er der Kaiserlich Japanischen Garde zugewiesen, mit deren 4. Regiment er am Russisch-Japanischen Krieg von 1904 bis 1905 teilnahm.
Nach dem Krieg studierte er an der Kaiserlich Japanischen Heereshochschule. Nach seinem Abschluss 1909 diente er in verschiedenen Verwaltungspositionen innerhalb des Generalstabs und wurde als Militärattaché nach Deutschland gesandt. Außerdem begleitete er den Feldmarschall Yamagata Aritomo als Aide-de-camp auf einer Reise.
Im Anschluss an eine Lehrtätigkeit an der Kaiserlich Japanischen Heereshochschule von 1921 bis 1923 wurde Furushō bis 1925 Chef der Sektion für Organisation und Mobilisierung in der 1. Abteilung des Generalstabs. Von 1925 bis 1927 kommandierte er das 2. Regiment der Kaiserlichen Garde.
1927–1928 diente er im Heeresministerium, bevor er zum Generalmajor befördert wurde und kurz das Kommando über die 2. Infanteriebrigade erhielt. Von 1929 bis 1934 diente er dann erneut in verschiedenen administrativen Positionen im Generalstab. Bereits 1933 wurde er zum Generalleutnant befördert, verließ die Verwaltung des Generalstabs jedoch erst 1934 um ein neues Kommando über die 11. Division zu übernehmen. Seine guten Kontakte zum Generalstabs sorgten dafür, dass Furushō 1935 und 1936 kurz Stellvertretender Kriegsminister Japans war.
1936 wurde er zum Chef der japanischen Heeresluftwaffe, verließ den Posten jedoch bereits 1937 wieder um als Oberbefehlshaber des Heeresdistrikts Taiwan zu dienen.
Nach dem Beginn des Zweiten Japanisch-Chinesischen Krieges wurde er nach China verlegt und übernahm dort den Befehl über die 5. Armee. 1938 folgte ein kurzzeitiger Wechsel zur ebenfalls in China kämpfenden 21. Armee, bevor Furushō nach Japan zurückkehrte. Dort wurde er zum vollwertigen General befördert und diente ab diesem Zeitpunkt bis zu seinem Tod 1940 im Obersten Kriegsrat. Er wurde auf dem Friedhof Tama bei Tokio beigesetzt.